# 中华伪露齿螺
中华伪露齿螺（学名：Pseudoringicula sinensis）为露齿螺科伪露齿螺属的动物，是中国的特有物种。分布于天津等地，属于温带性种类。其多栖息于潮间带泥砂质底。
其种加词“sinensis”意为“中华的”。